# Stora Hålebackstjärnet
Stora Hålebackstjärnet är en sjö i Färgelanda kommun i Dalsland och ingår i Örekilsälvens huvudavrinningsområde.